# Ángel Leonardo Rodríguez
Ángel Leonardo Rodríguez Güelmo (Montevideo, Uruguay, 2 de diciembre de 1992) es un futbolista uruguayo. Juega de pivote o defensa central y su equipo actual es el Club Deportivo Maldonado de la Primera División de Uruguay.
Es hermano mellizo de la atleta uruguaya Déborah Rodríguez e hijo del entrenador y exfutbolista Elio Rodríguez.

## Trayectoria
Ángel comenzó a jugar al fútbol con el baby de Estudiantes de la Unión, al principio era puntero. Sobre sus inicios y recorrido en el baby, recuerda:

«Jugué en  Estudiantes de la Unión, la Rinconada, Rentistas, el club Rocha (enfrente al Cilindro), Danubio en AUFI y luego Juventud Unida. En Defensor hice toda la Escuelita mientras jugaba en Ombú. ¿Por qué tantos equipos? Era tan bueno que me venían a buscar.»

Comenzó las formativas con Defensor Sporting, en Séptima División, en su primer año le cambiaron su posición más al medio, como volante. De igual forma experimentó varias posiciones, como medio centro, o incluso defensa central o lateral.
Salió campeón en casi todas las categorías violetas, al ganar el Campeonato Uruguayo sub-19 del 2011, fueron invitados a la Libertadores sub-20 del año siguiente.
Debutó a nivel internacional el 16 de junio de 2012, se enfrentó a Independiente en la fase de grupos y ganaron 1 a 0. Defensor Sporting llegó a la final de la Copa Libertadores Sub-20 contra River Plate, pero perdieron 1 a 0. Ángel disputó 5 de los 6 partidos.
El entrenador del primer equipo, Pablo Repetto, hizo debutar a Rodríguez en la fecha 12 del Torneo Apertura, el 13 de noviembre de 2011, ingresó al minuto 90 por Federico Pintos y derrotaron 3 a 0 a Cerro Largo. Ángel debutó con 18 años y 346 días.
Luego de su buena actuación en la Libertadores sub-20, fue ascendido al primer equipo para empezar la temporada 2012-13. No tuvo muchos minutos, fue citado a los 2 primeros partidos pero no ingresó, jugó los 2 últimos partidos del Torneo Apertura de 2012 y quedaron en segundo lugar tras Peñarol. Para el Clausura del año siguiente no volvió a ser convocado y Defensor salió campeón. Jugaron un play-off con Peñarol pero Ángel no fue considerado y perdieron 3-1.
Al final de la temporada 2012-13, quedó libre del club. En su paso por Defensor, tuvo de compañero a Sebastián Taborda, pero luego se marchó a River Plate. Taborda recomendó al club que fiche a Rodríguez y accedieron.
Ángel llegó al River de Guillermo Almada para disputar el Campeonato Uruguayo 2013-14 y la Copa Sudamericana 2013. Pero finalmente no tuvo minutos en el primer equipo, fue convocado una vez en el Torneo Apertura, pero no ingresó, además no fue considerado por el técnico para jugar la Sudamericana.
Debutó con los darseneros el 19 de abril de 2014 en la fecha 11 del Torneo Clausura, ingresó al minuto 79 y se enfrentó a Sud América pero perdieron 2 a 1. Jugó los 2 partidos siguientes y en toda la temporada disputó 3 encuentros.
Todo cambiaría para la temporada 2014-15, el técnico Almada le dio una oportunidad a Rodríguez para que tenga más rodaje. El 22 de agosto, jugó su primer partido de la temporada, fue su debut internacional en la Copa Sudamericana 2014, ingresó en los minutos finales para enfrentar a la Universidad Católica en Chile y ganaron 0-1.
A nivel local, disputó su primer partido en la fecha 2 del Torneo Apertura, el 24 de agosto contra Wanderers, fue titular por primera vez como profesional pero perdieron 2 a 1 en su primer clásico del Prado.
El 14 de febrero de 2015, anotó su primer gol oficial, fue contra Atenas en la fecha 1 del Torneo Clausura pero perdieron 5-2.
River quedó eliminado en la segunda ronda de la Sudamericana, Ángel estuvo presente en los 4 partidos. A nivel local, realizaron una gran temporada, Rodríguez jugó 23 partidos y clasificaron por primera vez en su historia a la Copa Libertadores. Guillermo Almada dejó de ser el técnico de River.
Juan Ramón Carrasco asumió el cargo de entrenador para la temporada 2015-16. De inmediato, Ángel se transformó en una de sus piezas fundamentales del equipo.
En el Torneo Apertura, estuvo presente en 14 de los 15 partidos, porque fue suspendido en uno por acumulación de tarjetas amarillas. El 1 de noviembre de 2015 fue capitán del equipo por primera vez, se enfrentaron a Rentistas pero perdieron 3-2.
El 3 de febrero de 2016, fue titular en el primer partido en la historia de River Plate en la Copa Libertadores, se enfrentaron a Universidad de Chile y ganaron 2-0. Fue el partido de ida de la ronda de clasificación a la fase de grupos, en la vuelta empataron sin goles y clasificaron a la siguiente ronda.
Ángel fue capitán del equipo por segunda vez el 2 de marzo, en el segundo partido de la fase de grupos, su rival fue Nacional y empataron sin goles.
El 3 de abril, por el Torneo Clausura en la fecha 7, jugaron contra Peñarol en el Estadio Centenario, River mostró un buen nivel y ganaron 2 a 0. Rodríguez fue el mejor jugador del partido.
En la fecha 8, se enfrentaron a Danubio en Jardines, Ángel estuvo los 90 minutos en cancha, anotó un gol y ganaron 3 a 0.
River Plate tuvo un Clausura irregular, por lo que finalizaron en la posición 13. Rodríguez jugó 10 partidos en el plano local, además en la Copa Libertadores, jugó 6 partidos, todos como titular, pero no pasaron la fase de grupos.
Comenzó la pretemporada 2016-17 con los darseneros, pero fue su momento de cambiar de club, como no se concretaron ofertas desde Europa, accedió a jugar en uno de los grandes de Uruguay.
Rodríguez disputó un total de 60 partidos con River Plate, 50 por el campeonato uruguayo y 10 por competiciones internacionales, incluida la primera participación de la historia de River en la Copa Libertadores.
El 23 de junio de 2016 acordó su llegada con el Club Atlético Peñarol, vigente campeón de Uruguay. Fue presentado oficialmente el 1 de julio, en la conferencia de prensa expresó su alegría de ser jugador del club que quiso desde niño, además definió su estilo de juego:

«Me considero un jugador muy aguerrido, pero muy pensativo también adentro de la cancha. Me voy a brindar al máximo.»

## Estadísticas
Actualizado al último partido disputado el 3 de diciembre de 2023.
| Club                             | Div.          | Temporada     | Liga  | Liga  | Liga   | Copas nacionales | Copas nacionales | Copas nacionales | Copas internacionales | Copas internacionales | Copas internacionales | Total | Total | Total  |
| Club                             | Div.          | Temporada     | Part. | Goles | Asist. | Part.            | Goles            | Asist.           | Part.                 | Goles                 | Asist.                | Part. | Goles | Asist. |
| -------------------------------- | ------------- | ------------- | ----- | ----- | ------ | ---------------- | ---------------- | ---------------- | --------------------- | --------------------- | --------------------- | ----- | ----- | ------ |
| Defensor Sporting C. · Uruguay   | 1.ª           | 2011-12       | 1     | 0     | 0      | -                | -                | -                | -                     | -                     | -                     | 1     | 0     | 0      |
| Defensor Sporting C. · Uruguay   | 1.ª           | 2012-13       | 2     | 0     | 0      | -                | -                | -                | -                     | -                     | -                     | 2     | 0     | 0      |
| Defensor Sporting C. · Uruguay   | Total club    | Total club    | 3     | 0     | 0      | 0                | 0                | 0                | 0                     | 0                     | 0                     | 3     | 0     | 0      |
| C. A. River Plate · Uruguay      | 1.ª           | 2013-14       | 3     | 0     | 0      | -                | -                | -                | -                     | -                     | -                     | 3     | 0     | 0      |
| C. A. River Plate · Uruguay      | 1.ª           | 2014-15       | 23    | 1     | 1      | -                | -                | -                | 4                     | 0                     | 0                     | 27    | 1     | 1      |
| C. A. River Plate · Uruguay      | 1.ª           | 2015-16       | 24    | 1     | 2      | -                | -                | -                | 6                     | 0                     | 0                     | 30    | 1     | 2      |
| C. A. River Plate · Uruguay      | Total club    | Total club    | 50    | 2     | 3      | 0                | 0                | 0                | 10                    | 0                     | 0                     | 60    | 2     | 3      |
| C. A. Peñarol · Uruguay          | 1.ª           | 2016          | 9     | 0     | 0      | -                | -                | -                | 2                     | 0                     | 0                     | 11    | 0     | 0      |
| C. A. Peñarol · Uruguay          | 1.ª           | 2017          | 12    | 0     | 0      | -                | -                | -                | 4                     | 0                     | 0                     | 16    | 0     | 0      |
| C. A. Peñarol · Uruguay          | Total club    | Total club    | 21    | 0     | 0      | 0                | 0                | 0                | 6                     | 0                     | 0                     | 27    | 0     | 0      |
| C. D. Unión La Calera · Chile    | 1.ª           | 2018          | 26    | 0     | 1      | -                | -                | -                | -                     | -                     | -                     | 26    | 0     | 1      |
| C. D. Unión La Calera · Chile    | Total club    | Total club    | 26    | 0     | 1      | 0                | 0                | 0                | 0                     | 0                     | 0                     | 26    | 0     | 1      |
| C. Bolívar · Bolivia             | 1.ª           | 2019          | 2     | 0     | 0      | -                | -                | -                | -                     | -                     | -                     | 2     | 0     | 0      |
| C. Bolívar · Bolivia             | Total club    | Total club    | 2     | 0     | 0      | 0                | 0                | 0                | 0                     | 0                     | 0                     | 2     | 0     | 0      |
| C. A. Fénix · Uruguay            | 1.ª           | 2020          | 35    | 0     | 0      | -                | -                | -                | 6                     | 0                     | 0                     | 41    | 0     | 0      |
| C. A. Fénix · Uruguay            | 1.ª           | 2021          | 26    | 1     | 2      | -                | -                | -                | 2                     | 0                     | 0                     | 28    | 1     | 2      |
| C. A. Fénix · Uruguay            | Total club    | Total club    | 61    | 1     | 2      | 0                | 0                | 0                | 8                     | 0                     | 0                     | 69    | 1     | 2      |
| C. Deportivo Maldonado · Uruguay | 1.ª           | 2022          | 31    | 1     | 1      | 1                | 0                | 0                | -                     | -                     | -                     | 32    | 1     | 1      |
| C. Deportivo Maldonado · Uruguay | Total club    | Total club    | 31    | 1     | 1      | 1                | 0                | 0                | 0                     | 0                     | 0                     | 32    | 1     | 1      |
| C. D. U. César Vallejo · Perú    | 1.ª           | 2023          | 11    | 0     | 0      | -                | -                | -                | 6                     | 0                     | 0                     | 17    | 0     | 0      |
| C. D. U. César Vallejo · Perú    | Total club    | Total club    | 11    | 0     | 0      | 0                | 0                | 0                | 6                     | 0                     | 0                     | 17    | 0     | 0      |
| C. Deportivo Maldonado · Uruguay | 1.ª           | 2023          | 8     | 0     | 0      | 1                | 0                | 0                | -                     | -                     | -                     | 9     | 0     | 0      |
| C. Deportivo Maldonado · Uruguay | 1.ª           | 2024          | 0     | 0     | 0      | -                | -                | -                | -                     | -                     | -                     | 0     | 0     | 0      |
| C. Deportivo Maldonado · Uruguay | Total club    | Total club    | 39    | 1     | 1      | 2                | 0                | 0                | 0                     | 0                     | 0                     | 41    | 1     | 1      |
| Total carrera                    | Total carrera | Total carrera | 213   | 4     | 7      | 2                | 0                | 0                | 30                    | 0                     | 0                     | 245   | 4     | 7      |
| 1. 2.                            |               |               |       |       |        |                  |                  |                  |                       |                       |                       |       |       |        |

## Palmarés

### Títulos nacionales
| Título              | Club          | País    | Año  |
| ------------------- | ------------- | ------- | ---- |
| Torneo Clausura     | C. A. Peñarol | Uruguay | 2017 |
| Campeonato Uruguayo | C. A. Peñarol | Uruguay | 2017 |

### Distinciones individuales
| Distinción                                                | Año  |
| --------------------------------------------------------- | ---- |
| El tapado de la fecha (7) del Torneo Clausura para Referí | 2016 |
| Fútbolx100 – Mejor volante de marca del año               | 2016 |
| Fútbolx100 – Equipo ideal del año                         | 2016 |
| Premios AUF - Equipo ideal del mes (septiembre)           | 2022 |